# Vaujours
Vaujours település Franciaországban, Seine-Saint-Denis megyében. Lakosainak száma 7743 fő (2022. január 1.). Vaujours Livry-Gargan, Courtry, Villeparisis, Coubron, Sevran, Tremblay-en-France és Villepinte községekkel határos.

## Népesség
A település népessége az elmúlt években az alábbi módon változott:
| Lakosok száma | 6828 | 6909 | 7082 | 7030 | 7003 | 7181 | 7194 | 7478 | 7743 |
|               | 2013 | 2015 | 2016 | 2017 | 2018 | 2019 | 2020 | 2021 | 2022 |